# Spiazzo
Spiazzo  és un municipi italià, dins de la província de Trento. L'any 2007 tenia 1.225 habitants. Limita amb els municipis de Bocenago, Caderzone, Daone, Giustino, Massimeno, Montagne, Pelugo, Ponte di Legno (BS), Saviore dell'Adamello (BS), Strembo i Vermiglio.

## Administració
| Període | Identitat         | Partit        |
| ------- | ----------------- | ------------- |
| 2005-   | Emanuele Bonafini | Llista cívica |